# Mohamed Abdullahi Mohamed
Mohamed Abdullahi "Farmajo" Mohamed (tiếng Somalia: Maxamed Cabdulaahi Maxamed Farmaajo, tiếng Ả Rập: محمد عبد الله محمد; sinh ngày 05 tháng 5 năm 1962) là một nhà ngoại giao Somali, giáo sư và chính trị gia là Tổng thống thứ 9 của Somalia. Ông đã từng là Thủ tướng Somalia từ tháng 11 năm 2010 cho đến tháng 6 năm 2011 và là người sáng lập và Chủ tịch Đảng Chính trị Tayo. Ông trở thành tổng thống của Somalia sau khi chiến thắng trong bầu cử tổng thống năm 2017 Somali với 184 phiếu trong tổng số 328.

## Tuổi trẻ
Mohamed sinh tại Mogadishu, Somalia vào năm 1962 trong một gia đình Marehan. Biệt danh "Farmajo", ông xuất thân từ vùng Gedo ở miền Nam.
Cha mẹ Mohamed của người hoạt động liên kết với Đoàn Thanh niên Somali (Syl), đảng chính trị đầu tiên của Somalia. Trong những năm 1970, cha ông làm việc như một công chức ở các quốc gia Sở Giao thông vận tải.
Mohamed tham dự một trường nội trú ở Somalia. Giữa năm 1989 và 1993, ông hoàn thành bằng cử nhân lịch sử của trường Đại học Buffalo, New York. Năm 2010 ông hoàn thành bằng Thạc sĩ về Khoa học Chính trị (Nghiên cứu Mỹ) từ Đại học Buffalo. Luận án của ông có tựa đề: "Lợi ích chiến lược của Hoa Kỳ ở Somalia: Từ kỷ nguyên Chiến tranh lạnh đến cuộc Chiến chống khủng bố".
Mohamed giữ cả hai quốc tịch Somali và Mỹ cho đến năm 2019 thì ông từ bỏ quốc tịch Mỹ.

## Sự nghiệp ban đầu
Trong một năng lực hành chính, Mohamed đã làm việc tại Bộ Ngoại giao Somalia trước sự sụp đổ của chính phủ liên bang vào năm 1991 và cuộc nội chiến tiếp theo. Từ năm 1985 đến năm 1988, ông cũng đóng vai trò Bí thư thứ nhất Đại sứ quán tại Somalia ở Washington và làm việc với các tổ chức nhân quyền khác nhau.
Từ năm 1994 đến năm 1997, Mohamed đã được chọn là một Ủy viên tại lớn cho các Cơ quan Nhà ở Buffalo thành phố, và làm việc ở đó là chủ tịch tài chính. Ông cũng từng là trường hợp quản lý cho một chương trình xử lý chất thải chính trong thành phố từ năm 1995 đến năm 1999. Từ năm 2000 đến năm 2002, Mohamed là một điều phối viên kinh doanh dân tộc thiểu số phận Erie County Equal Employment Opportunity. Từ năm 2002 cho đến khi ông được bổ nhiệm làm Thủ tướng vào cuối năm 2010, ông làm việc như Ủy Việc làm Bình đẳng tại Bộ Ngoại giao New York giao thông vận tải ở Buffalo.
Mohamed cũng dạy các kỹ năng lãnh đạo và giải quyết xung đột tại Erie Community College, là một phần của hệ thống SUNY.